# Lawrence Booth
Lawrence Booth (Salford, 1420 circa – Southwell, 19 maggio 1480) è stato un arcivescovo cattolico e politico inglese.

## Biografia
Figlio di John Booth, studiò a Cambridge dove conseguì il dottorato in diritto: restò a Cambridge come professore, dopo è diventato maestro di Pembroke Hall e nel 1456 venne eletto cancelliere dell'università.
Nominato decano della cattedrale di San Paolo a Londra il 2 novembre 1456 e poi principe-vescovo di Durham nel 1457, ha ricevuto la consacrazione episcopale il 25 settembre successivo nella cattedrale di Durham dalle mani di suo fratello maggiore il arcivescovo William Booth. Il 31 luglio 1476 fu trasferito come arcivescovo alla cattedrale metropolitana di York fino alla sua morte.
Sostenne sempre la causa dei York contro quella di Lancaster; fu lord del sigillo privato del regno da 1456 a 1460 e lord cancelliere da 1473 a 1474, assunse diversi incarichi nella corte inglese.
È morto nel palazzo di Southwell a Nottinghamshire il 19 maggio 1480.

## Genealogia episcopale
La genealogia episcopale è:
- Cardinale Vital du Four
- Arcivescovo John de Stratford
- Vescovo William Edington
- Arcivescovo Simon Sudbury
- Vescovo Thomas Brantingham
- Vescovo Robert Braybrooke
- Arcivescovo Roger Walden
- Cardinale Henry Beaufort
- Vescovo Robert Gilbert
- Arcivescovo William Booth
- Arcivescovo Lawrence Booth

## Lo stemma della famiglia Booth
Blasone: D'argento tre teste recise di cinghiale erette di nero.

Impresa: Quod ero spero (lingua latina).